# Hippolyte Flandrin
Jean-Hippolyte Flandrin (n. 23 martie 1809, Commune-Affranchie, Primul Imperiu Francez – d. 21 martie 1864, Roma, Statele Papale) a fost un pictor francez în stil neoclasic. Cea mai celebră lucrare a sa, Jeune Homme Nu Assis au Bord de la Mer („Tânăr nud șezând lângă mare”), realizată în 1836, este expusă la Luvru.

## Biografie

### Tinerețe
De la o vârstă fragedă, Flandrin a manifestat interes pentru artă și pentru o carieră ca pictor. Cu toate acestea, părinții lui l-au presat să devină om de afaceri și, având foarte puțină pregătire, a fost forțat să devină pictor de miniaturi.
Hippolyte a fost al doilea dintre cei trei fii, toți pictori într-un fel sau altul. Auguste, fratele său mai mare, și-a petrecut cea mai mare parte a vieții ca profesor la Lyon și mai târziu a murit acolo. Paul⁠(d), fratele său mai mic, a fost pictor de portrete și imagini religioase. S-a căsătorit cu Aimée-Caroline Ancelot (1822-1882) în 1843, din căsătoria lor s-a născut Paul Hippolyte Flandrin (1856-1921), care a devenit pictor de artă sacră, portretist și decorator.
Hippolyte și Paul au petrecut ceva timp la Lyon, economisind bani pentru a pleca la Paris în 1829 unde au studia sub îndrumarea lui Louis Hersent⁠(d). În cele din urmă, s-au stabilit în studioul lui Jean-Auguste-Dominique Ingres,  care nu doar că le-a fost profesor, ci și prieten pe viață. La început, Hippolyte a avut dificultăți financiare ca artist sărac. Cu toate acestea, în 1832, a câștigat Prix de Rome pentru pictura sa intitulată Recunoașterea lui Tezeu de către tatăl său. Această prestigioasă bursă de artă însemna că nu mai era limitat de sărăcie.

### Carieră
Prix de Rome i-a permis să studieze timp de cinci ani la Roma. Acolo, a creat mai multe picturi, sporindu-și celebritatea atât în Franța, cât și în Italia. Pictura Sfânta Clara vindecând orbul a fost creată pentru Catedrala din Nantes, iar mai târziu, i-a adus și o medalie de clasa întâi la expoziția din 1855; această pictură a fost distrusă în incendiul care a avut loc la Catedrala din Nantes pe 18 iulie 2020. Iisus și copiii mici a fost oferită de guvern orașului Lisieux. Dante și Virgil vizitând bărbații invidioși loviți de orbire și Euripide scriind Tragediile se află acum la Muzeul de Arte Frumoase din Lyon.
În 1853, Flandrin a fost ales membru al Académie des Beaux-Arts⁠(d). La 4 aprilie 1856, a contribuit la înființarea Œuvre des Écoles d'Orient, cunoscută mai bine sub numele de L'Œuvre d'Orient; a fost membru al primului său consiliu general la 25 aprilie 1856. La întoarcerea sa la Paris în 1856, Flandrin a primit o comandă pentrua picta capela Sfântului Ioan din biserica Sfântul Séverin. Drept urmare, reputația sa a devenit și mai impresionantă, garantându-i practic un angajament continuu pentru tot restul vieții.
Pe lângă aceste lucrări, Flandrin a pictat și un număr mare de portrete, inclusiv Portretul lui Napoleon al III-lea, care nu a fost foarte bine primit de către acesta. Cu toate acestea, el este mult mai cunoscut astăzi pentru picturile sale decorative monumentale. Cele mai notabile dintre acestea se găsesc în următoarele locații:
- în sanctuarul, corul și naosul St Germain des Prés la Paris (1842–1861)
- în biserica Sf. Paul din Nîmes (1848–1849)
- în biserica Sfântu Vincențiu de Paul la Paris (1850–1854)
- în biserica St-Martin-d'Ainay din Lyon (1855)

### Deces
În 1863, sănătatea sa precară, agravată de munca intensă și expunerea prelungită la umiditate și curenții de aer din biserici, l-a determinat să viziteze din nou Italia, unde a murit de variolă la Roma la 21 martie 1864.

## Lucrări principale
- Portretul doamnei Oudiné, 1840 (Muzeul de Arte Frumoase din Lyon)
- Studiu (Tânăr nud șezând lângă mare), 1836 (Muzeul Luvru)
- Dante în Infern, 1835 (Muzeul de Arte Frumoase din Lyon)

## Galerie

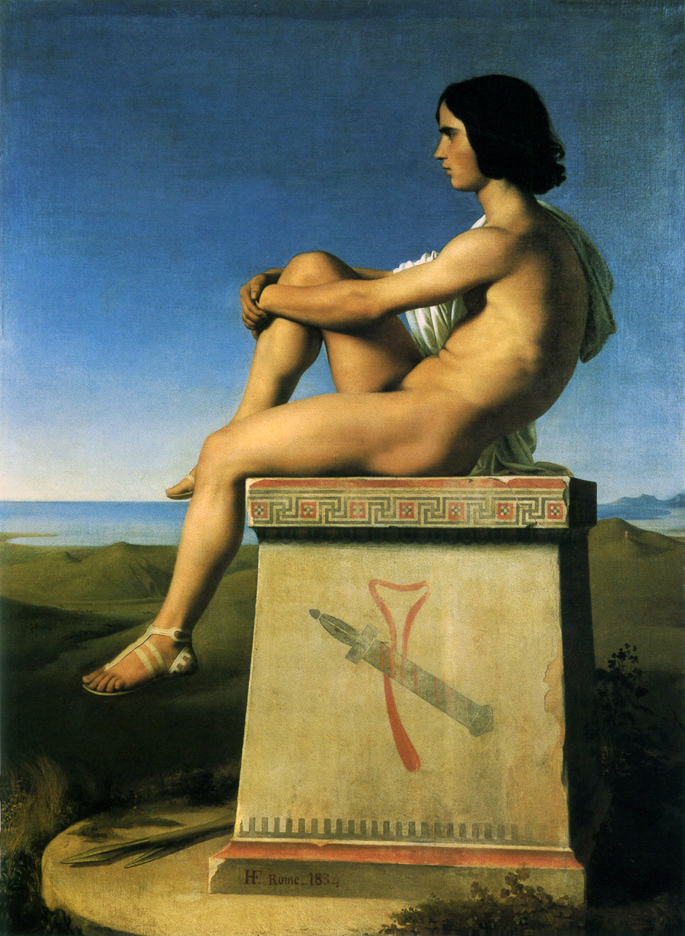
Polit, fiul lui Priam, privind mișcările grecești (1833-1834)
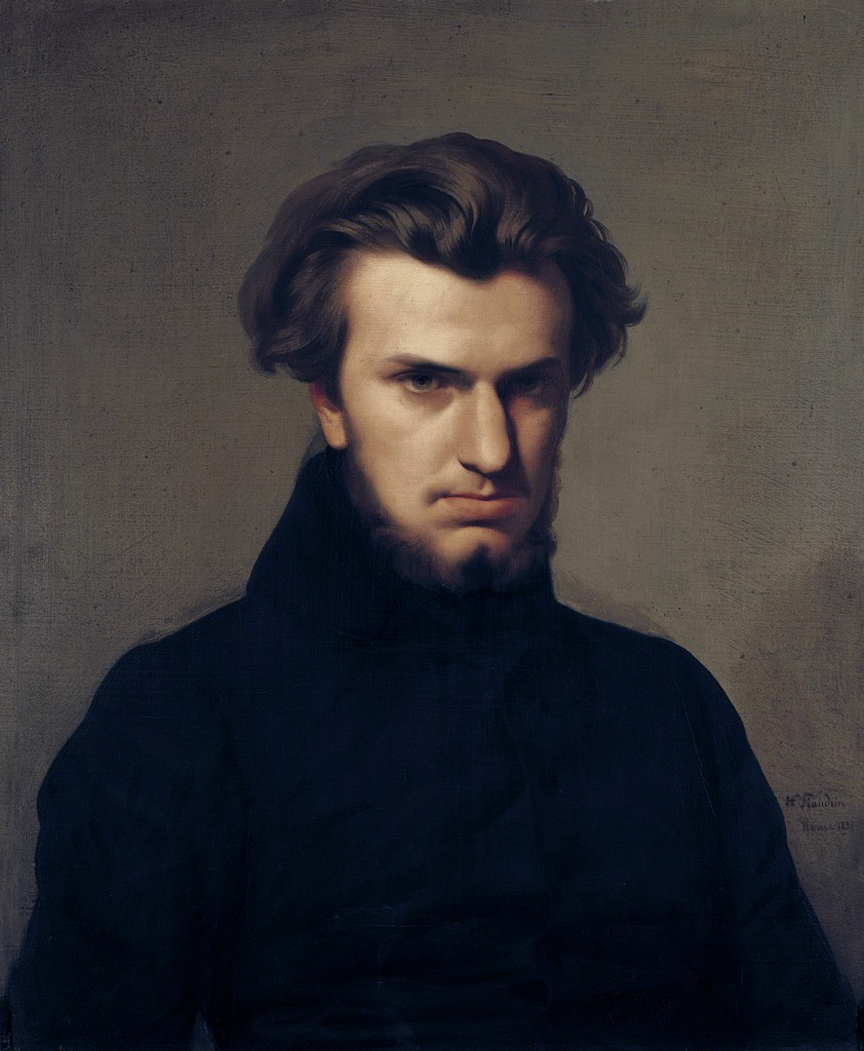
Ambroise Thomas (1834)
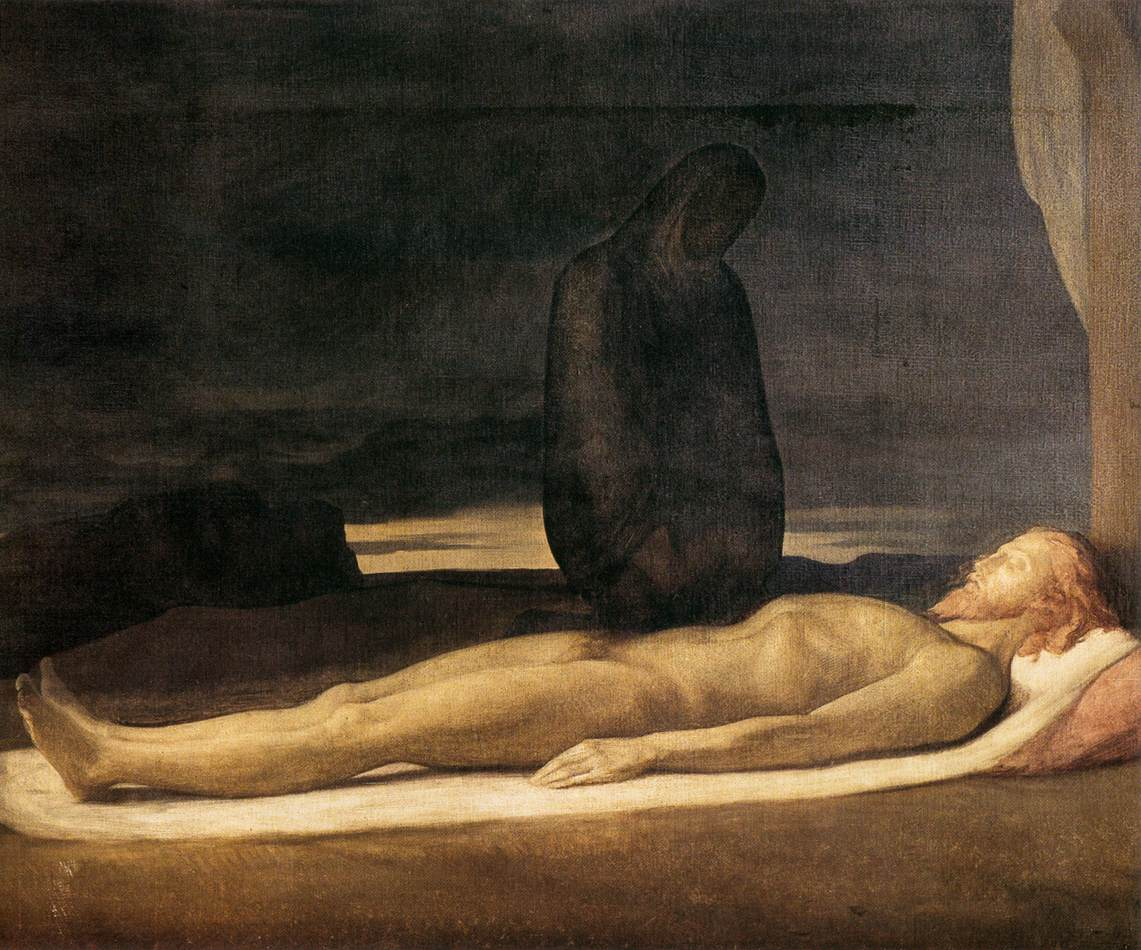
Pietate (c. 1842)
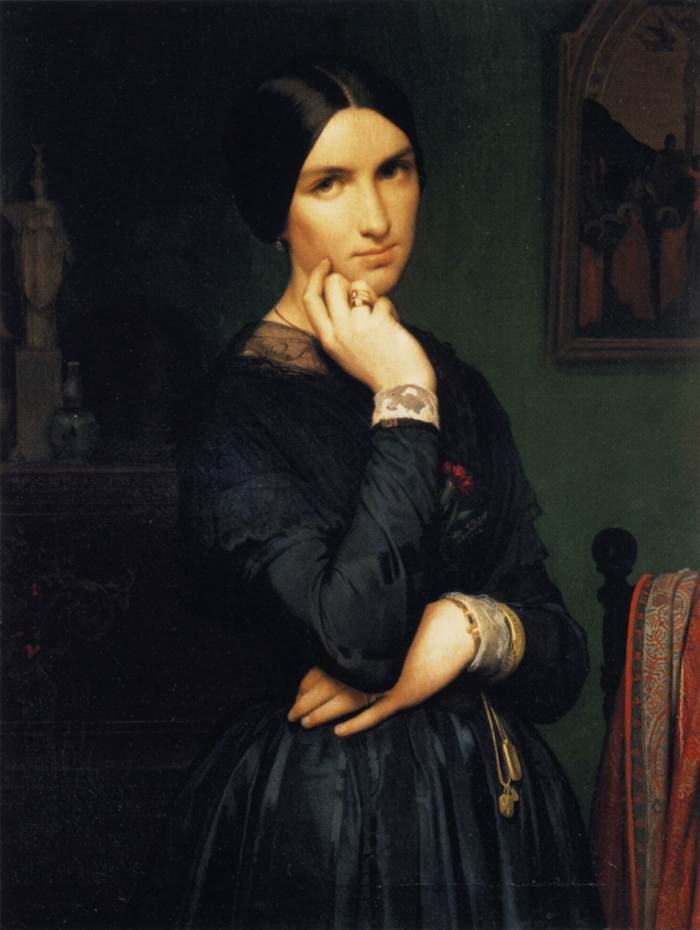
Doamna Hippolyte Flandrin (1846)
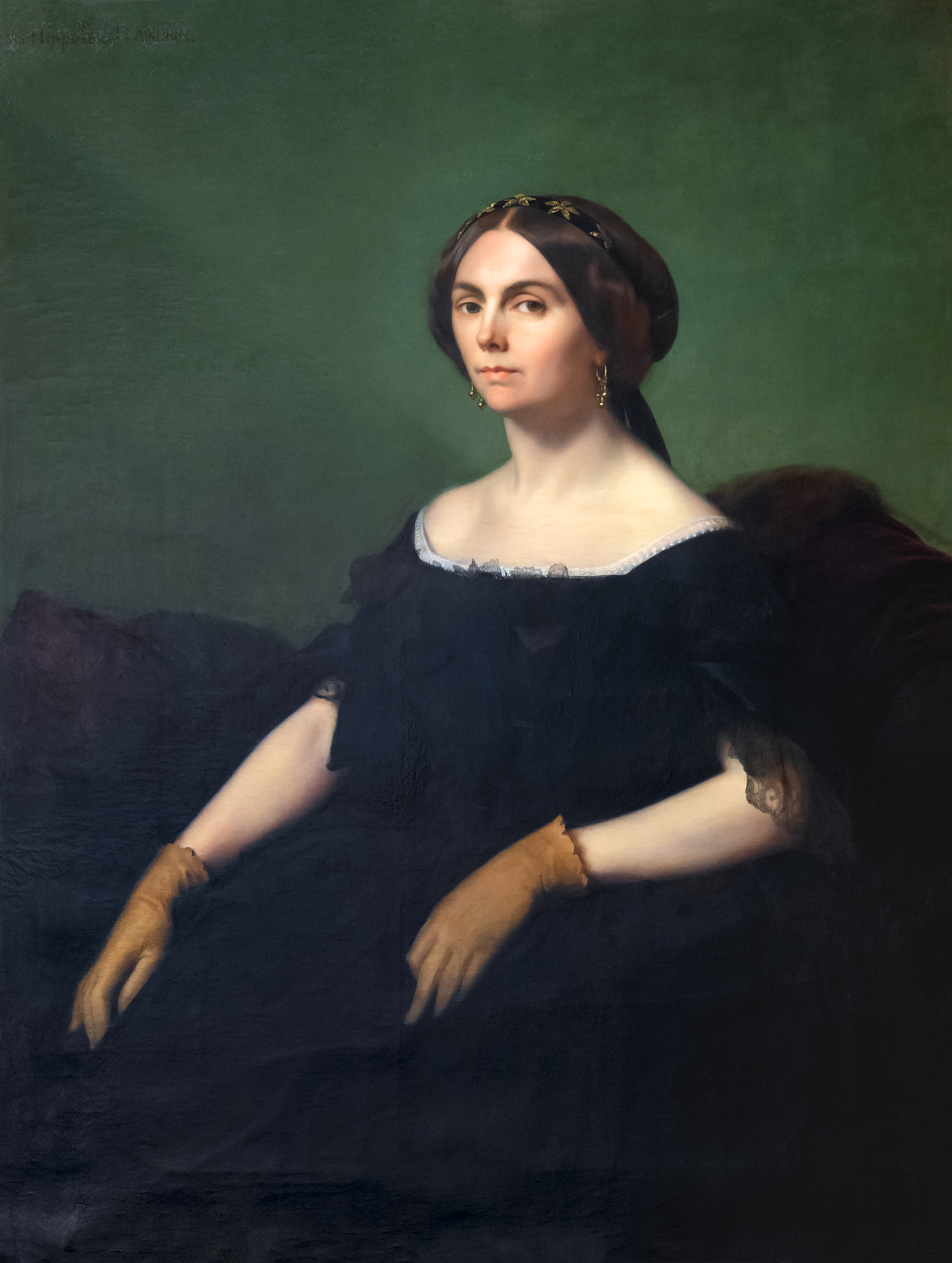
Contesa de Goyon (1853)
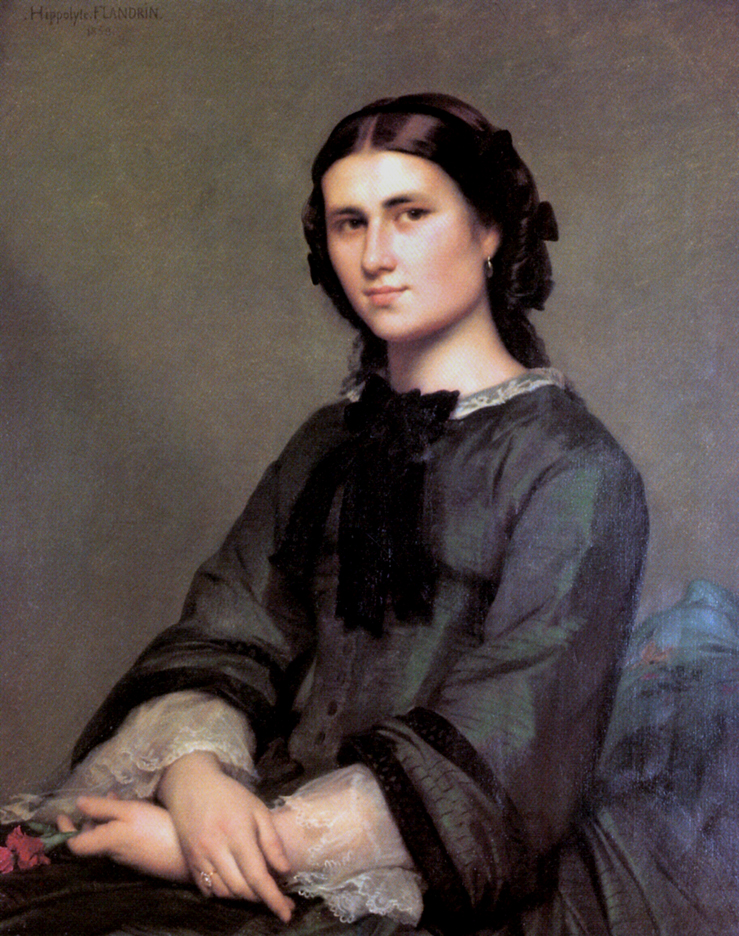
Domnișoara Mathilde Maison (1858)
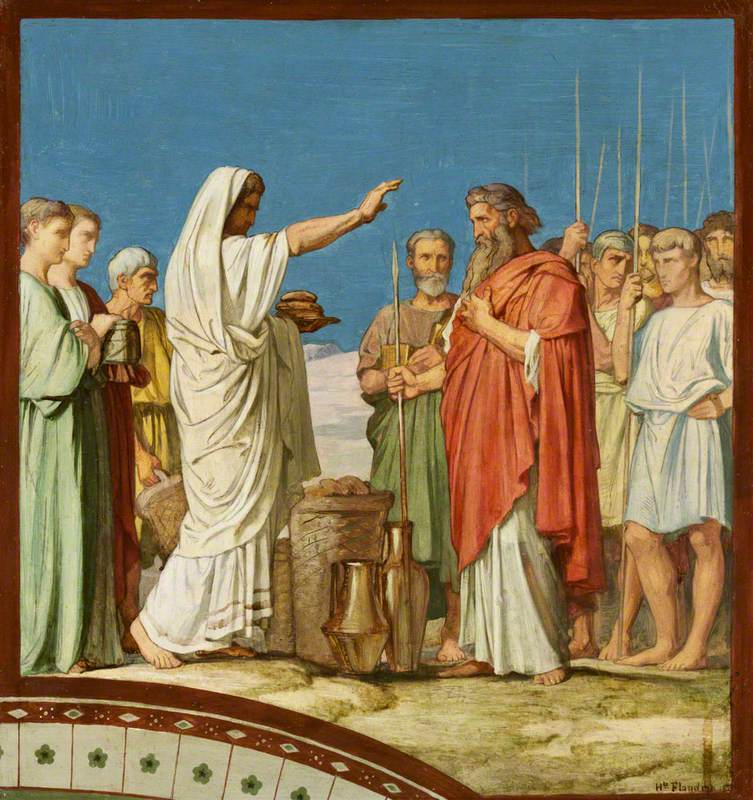
Melchisedec  îl binecuvântează pe Avraam (1859)
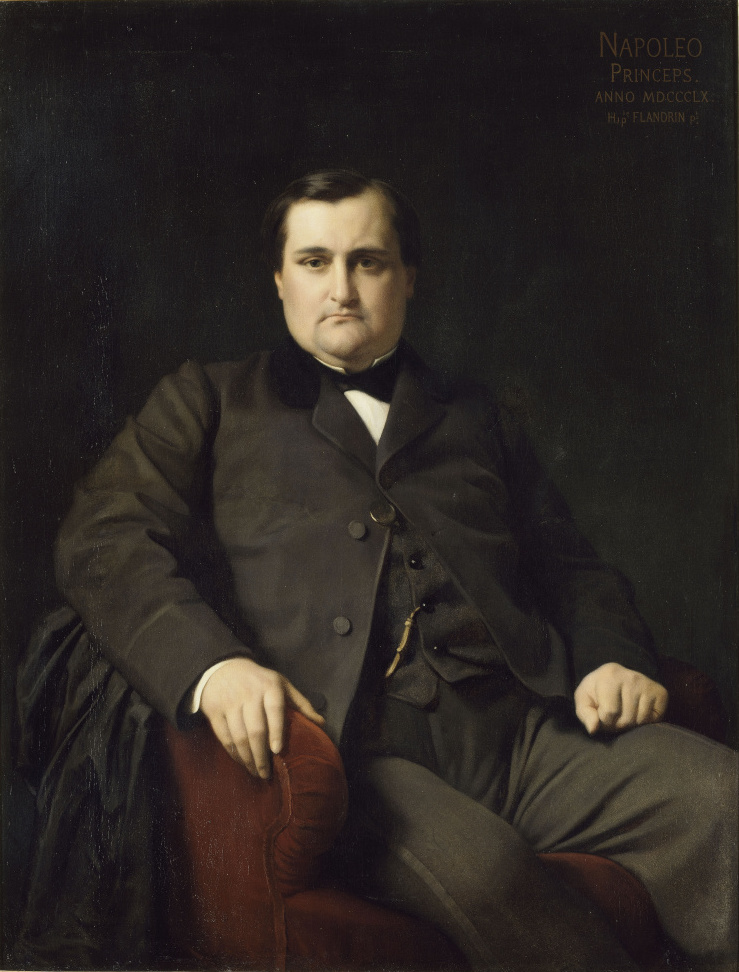
Joseph Charles Paul Bonaparte (1860)
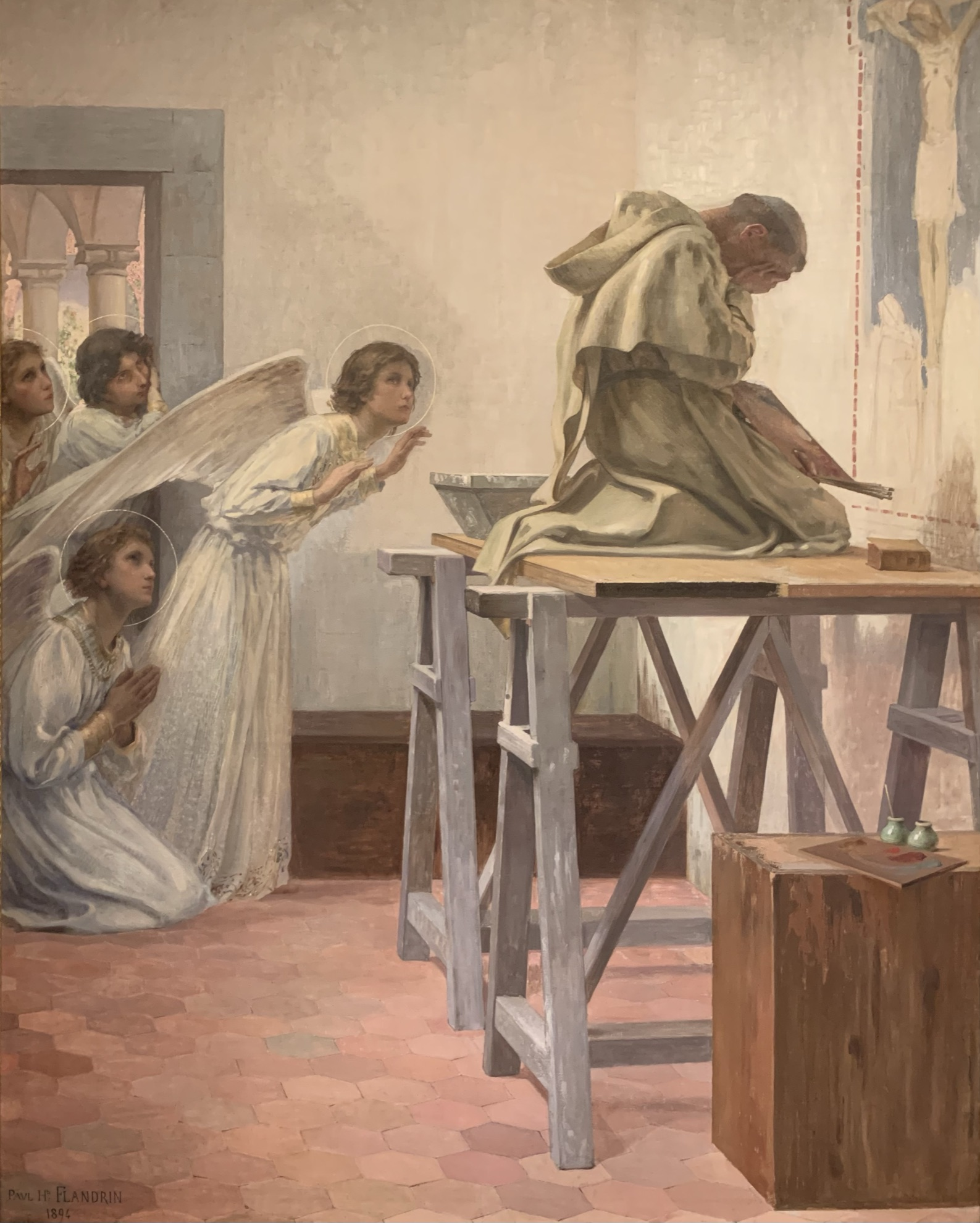
Fra Angelico vizitat de îngeri
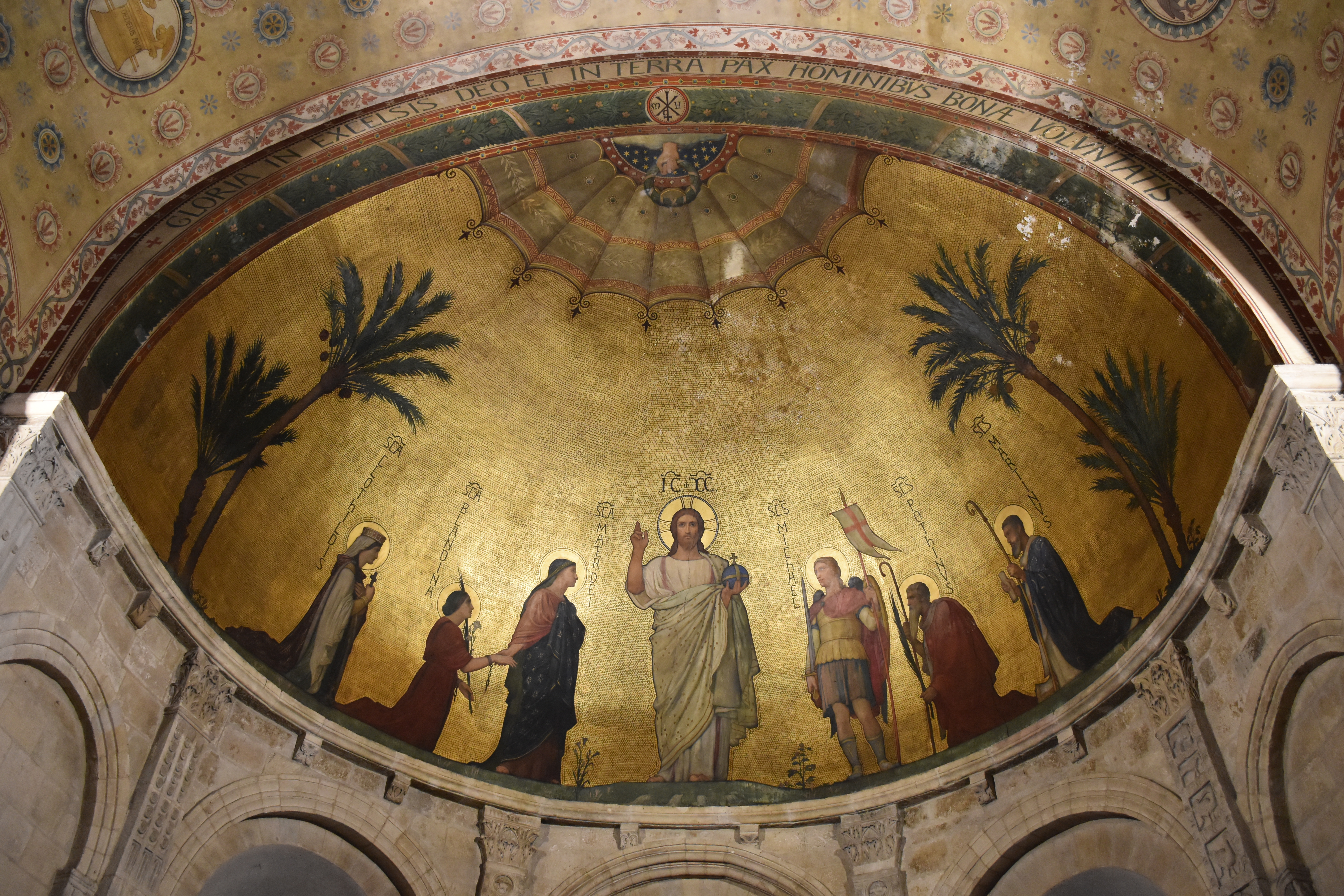
Hristos cu Fecioara, Sfânta Blandine, Sfânta Clotilda, Sfântul Arhanghel Mihail, Sfântul Pothin și Sfântul Martin (1855) Bazilica Saint-Martin d'Ainay, Lyon.
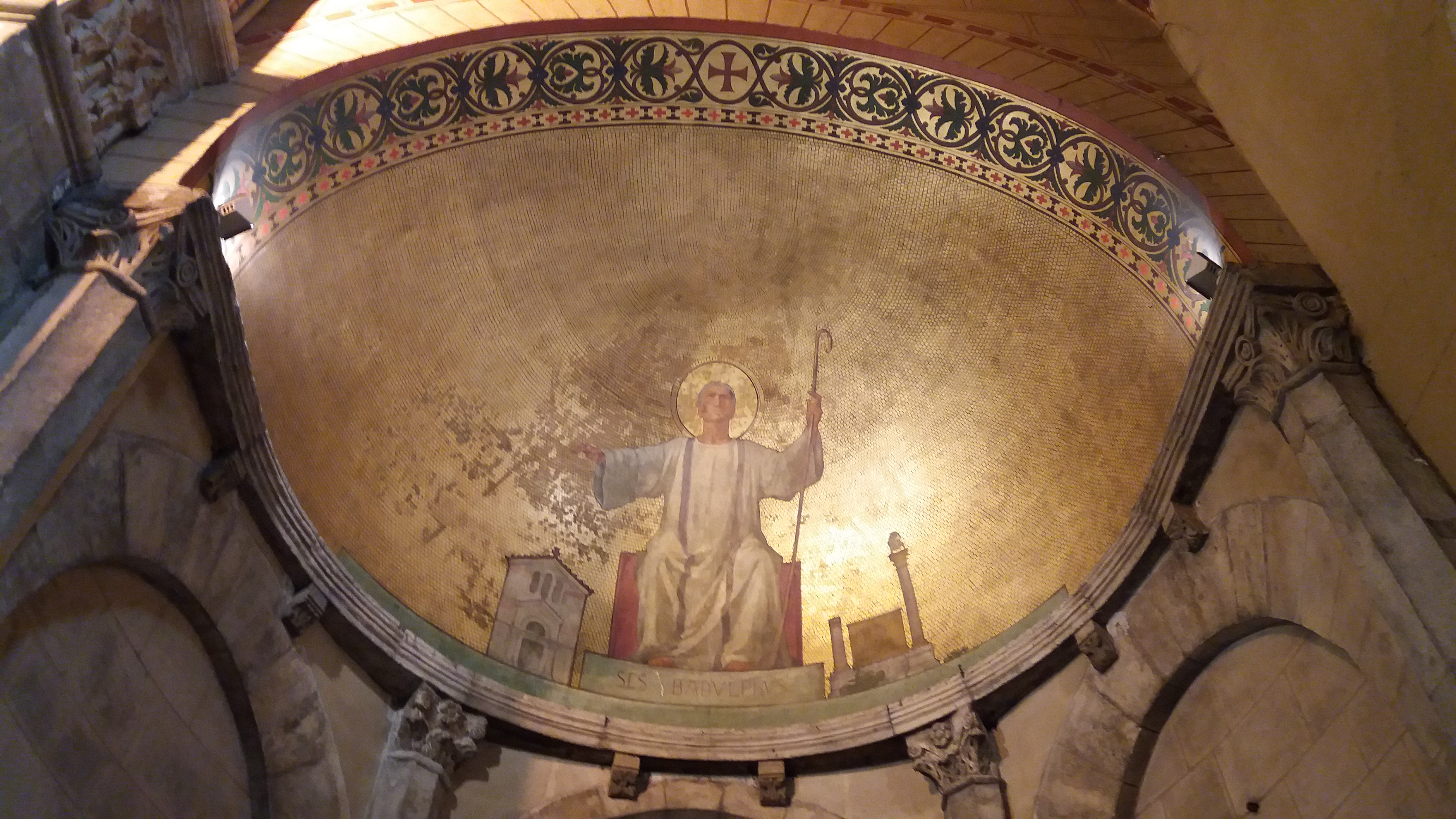
Sfântul Badulphe
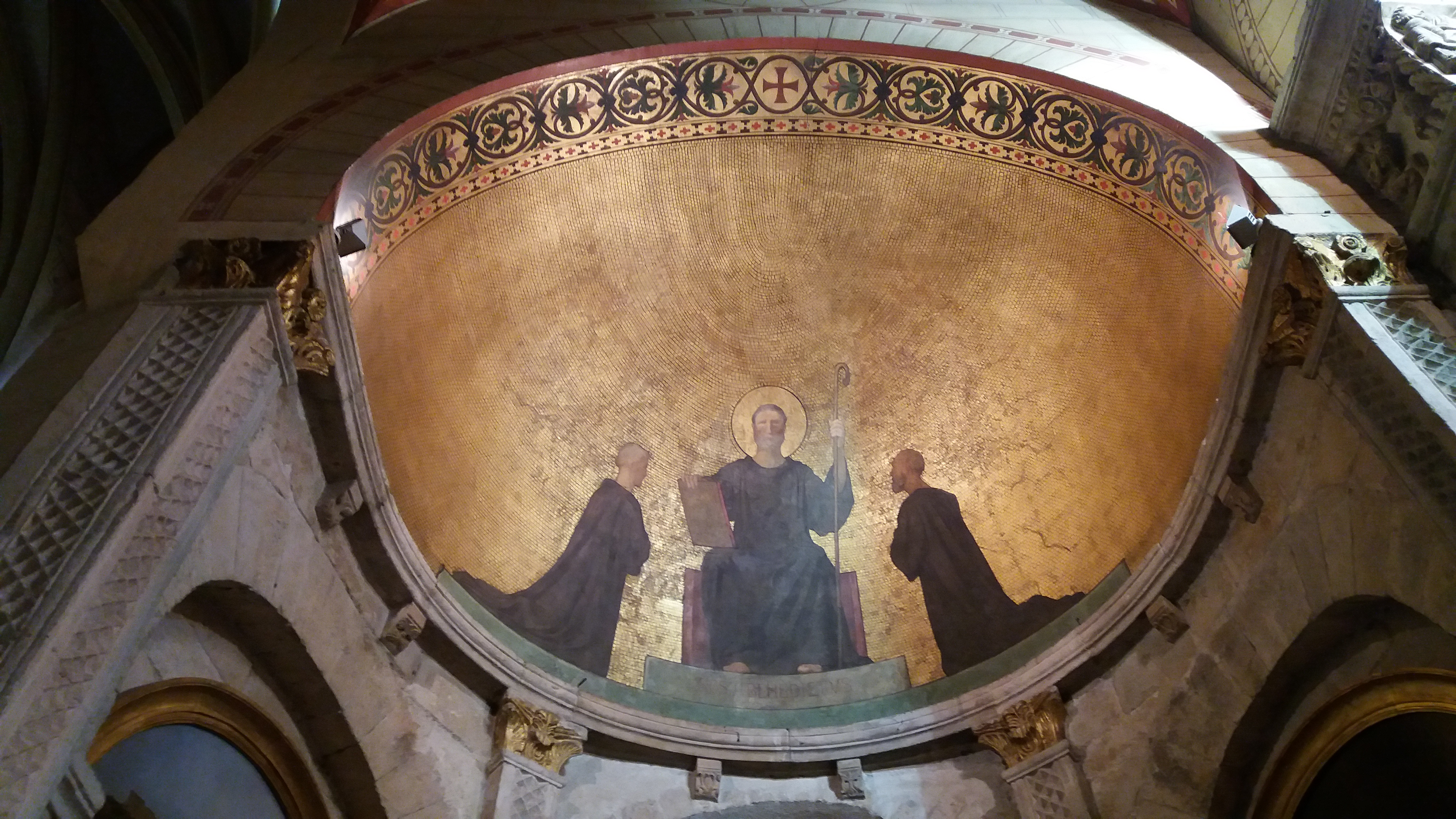
Apsidiol